# Liolaemus melanops
Liolaemus melanops — вид ігуаноподібних ящірок родини Liolaemidae. Ендемік Аргентини.

## Поширення і екологія
Liolaemus melanops мешкають на південному сході провінції Ріо-Негро і на північному сході провінції Чубут, зокрема на півострові Вальдес. Вони живуть серед чагарникових заростей, що ростуть на піщаних ґрунтах. Зустрічаються на висоті до 1000 м над рівнем моря. Живляться комахами, відкладають яйця.